# Cropia carnitincta
Cropia carnitincta är en fjärilsart som beskrevs av George Francis Hampson 1908. Cropia carnitincta ingår i släktet Cropia och familjen nattflyn. Inga underarter finns listade i Catalogue of Life.